# Ilha Aiktak

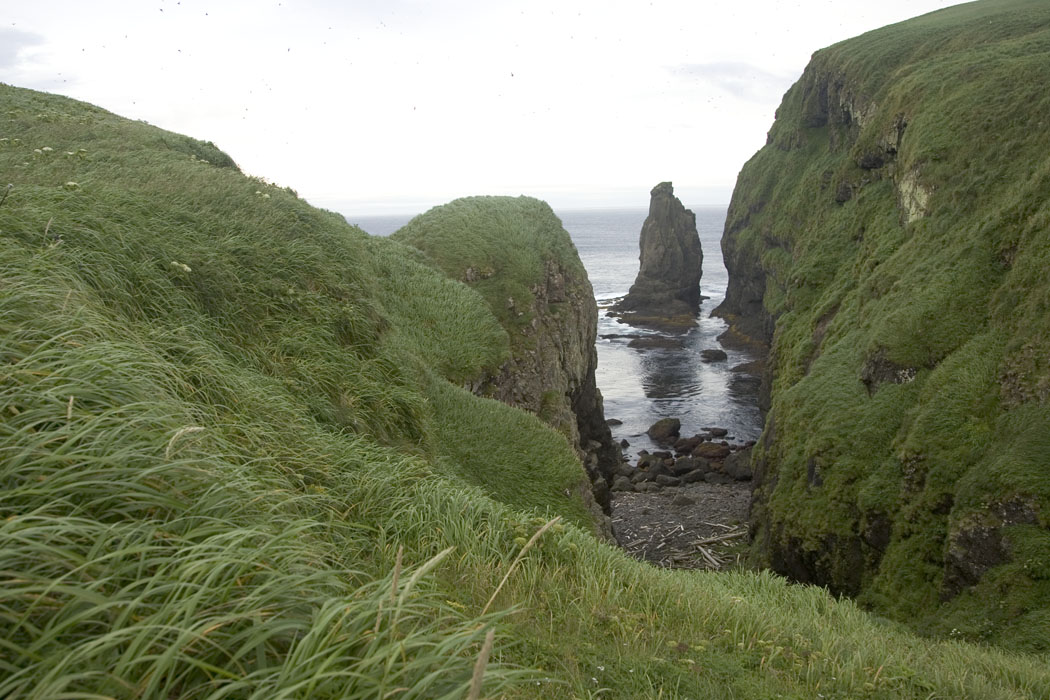
Uma das praias da ilha

A Ilha Aiktak ou Ashmiak (Ungangax em Aleúte) é uma ilha do arquipélago Fox nas Ilhas Aleutas, no estado do Alasca. Atualmente se encontra despovoada.